# علی مؤید ثابتی
سید علی مؤید ثابتی (۱۲۸۱ مشهد - ۱۳۷۸) متخلص به مؤید، شاعر، نویسنده، ادیب، سناتور و نماینده مجلس شورای ملی بود.
پدرش از اعراب طایفه آل‌ثابت و از بزرگان بین‌النهرین بود که به ایران مهاجرت کرد و از طرف ناصرالدین شاه قاجار نایب التولیه آستان قدس رضوی شد. خودش در زادگاهش مشهد تحصیل کرد و از جوانی اشعاری می‌سرود. بیشتر قصیده و غزل می‌گفت و در غزل از سبک شعرای عراقی و در قصیده از شیوه سخنوران ترکستانی پیروی می‌کرد. اشعارش در اغلب جراید و مجلات به چاپ می‌رسید. علاوه بر آن نثری شیوا نیز داشت.
مؤید ثابتی در سال ۱۳۱۴ به نمایندگی مشهد در مجلس شورای ملی رسید (دوره دهم) و پنج دوره بر کرسی نمایندگی نشست. پس از او برادر بزرگترش مسعود نماینده مشهد شد. خودش نیز با گشایش مجلس سنا در سال ۱۳۲۸ نیز به سناتوری برگزیده شد و سه دوره نیز نماینده خراسان در این مجلس بود.
مؤید ثابتی مالک چندین پارچه آبادی در استان خراسان بود. در مشهد دست به کارهای تولیدی هم زد و چند کارخانه قند دائر کرد که سهام عمده آن‌ها به او تعلق داشت.

## آثار
- تاریخ نیشابوری
- دیوان اشعار
- تصحیح و نشر فضائل الانام من رسائل حجت‌الاسلام امام محمد غزالی

تصحیح دیوان همام تبریزی
- اسناد و نامه‌های تاریخی: از اوائل دوره‌های اسلامی تا اواخر عهد شاه اسمعیل صفوی